# Тенебрионоидные
Тенебрионоидные (лат. Tenebrionoidea) — надсемейство жуков из инфотряда Кукуйиформные (Cucujiformia). Около 20 000 видов. В ископаемом состоянии известны со средней юры.

## Классификация
Большая и разнообразная группа жуков, около 30 семейств. 
В 2022 году в ходе интегрирования данных филогеномики и палеонтологии была разработана новая классификация жесткокрылых, в которой надсемейство Tenebrionoidea сближается с Lymexyloidea и вместе с ним включено в серию Cucujiformia.
- Семейство Ripiphoridae Laporte, 1840
- Семейство Mordellidae Latreille, 1802
- Семейство † Apotomouridae Bao, Walczynska, Moody, Wang and Rust, 2018
- Семейство Aderidae Csiki, 1909
- Семейство Ischaliidae Blair, 1920
- Семейство Trictenotomidae Blanchard, 1845
- Семейство Scraptiidae Gistel, 1848
- Семейство Mycteridae Perty, 1840
- Семейство Oedemeridae Latreille, 1810
- Семейство Boridae Thomson, 1859
- Семейство Pythidae Solier, 1834
- Семейство Salpingidae Leach, 1815
- Семейство Pyrochroidae Latreille, 1806
- Семейство Anthicidae Latreille, 1819
- Семейство Meloidae Gyllenhal, 1810
- Семейство Stenotrachelidae Thomson, 1859
- Семейство Tetratomidae Billberg, 1820
- Семейство Melandryidae Leach, 1815
- Семейство Synchroidae Lacordaire, 1859
- Семейство Prostomidae Thomson, 1859
- Семейство Ciidae Leach, 1819
- Семейство Ulodidae Pascoe, 1869
- Семейство Archeocrypticidae Kaszab, 1964
- Семейство Pterogeniidae Crowson, 1953
- Семейство Mycetophagidae Leach, 1815
- Семейство Tenebrionidae Latreille, 1802
- Семейство Zopheridae Solier, 1834
- Семейство Promecheilidae Lacordaire, 1859
- Семейство Chalcodryidae Watt, 1974
- incertae sedis
  - †Wuhua jurassica

## Распространение
Встречаются повсеместно. В России представлено большинство семейств (Monommatidae в России пока не найдены), в том числе Чернотелки (в России — 236 видов), Нарывники (в России — 100 видов), Быстрянки (в России — 134 вида).
- Семейство Грибоеды (Mycetophagidae Leach, 1815). В России — 56 в. Источник оценки: Г. С. Медведев [1995].
- Семейство Archaeocrypticidae Kaszab, 1964
- Семейство Pterogeniidae Crowson, 1953
- Семейство Цииды (Ciidae Leach, 1819). В России — 50 в. Источник оценки: Г. С. Медведев [1995].
- Семейство Тетратомиды (Tetratomidae Billberg, 1820). В России — 17 в. Источник оценки: Г. С. Медведев [1995].
- Семейство Тенелюбы (Melandryidae Leach, 1815). В России — 55 в. Источник оценки: Г. С. Медведев [1995].
- Семейство Шипоноски (Mordellidae Latreille, 1802). В России — 70 в. Источник оценки: Г. С. Медведев [1995].
- Семейство Скраптииды (Scraptiidae Mulsant, 1856). В России — 1 в. Источник оценки: Лафер, 1999.
- Семейство Анаспидиды (Anaspididae Mulsant, 1856). В России — 25 в. Источник оценки: А. Л. Лобанов [2001].
- Семейство Веероносцы (Rhipiphoridae Harold & Gemminger, 1870). В России — 10 в. Источник оценки: Г. С. Медведев [1995]
- Семейство Зофериды (Zopheridae Solier, 1834). В России — 1 в. Источник оценки: Г. С. Медведев [1995].
  - Подсемейство Узкотелки (Colydiinae Erichson, 1842). В России — 30 в. Источник оценки: Г. С. Медведев [1995].
    - Триба Мономматиды (Monommatini Blanchard, 1845). В России пока не найдены. Источник оценки: Никитский, 1992.
- Семейство Ulodidae Pascoe, 1869
- Семейство Perimylopidae St.George, 1939
- Семейство Chalcodryidae Watt, 1974
- Семейство Trachelostenidae Lacordaire, 1859
- Семейство Чернотелки (Tenebrionidae Latreille, 1802). В России — 236 в. Источник оценки: Г. С. Медведев [2002].
  - Подсемейство Мохнатки (Lagriinae Latreille, 1825). В России — 7 в. Источник оценки: Г. С. Медведев [1995].
  - Подсемейство Пыльцееды (Alleculinae Laporte, 1840). В России — 39 в. Источник оценки: Г. С. Медведев [1995].
- Семейство Простомиды (Prostomidae C.G. Thomson, 1859). В России — 2 в. Источник оценки: А. Г. Кирейчук [1995].
- Семейство Синхроиды (Synchroidae Lacordaire, 1859). В России — 1 в. Источник оценки: Г. С. Медведев [1995].
- Семейство Узконадкрылки (Oedemeridae Latreille, 1810). В России — 50 в. Источник оценки: Опред. ДВ, 1996.
- Семейство Стенотрахелиды (Stenotrachelidae C.G. Thomson, 1859). В России — 6 в. Источник оценки: Г. С. Медведев [1995].
- Семейство Нарывники (Meloidae Gyllenhal, 1810). В России — 100 в. Источник оценки: С. Э. Чернышев [2000].
- Семейство Миктериды (Mycteridae Blanchard, 1845). В России — 2 в. Источник оценки: Г. С. Медведев [1995].
- Семейство Бориды (жуки) (Boridae C.G. Thomson, 1859). В России — 1 в. Источник оценки: Г. С. Медведев [1995].
- Семейство Триктенотомиды (Trictenotomidae Blanchard, 1845)
- Семейство Трухляки (Pythidae Solier, 1834). В России — 5 в. Источник оценки: Г. С. Медведев [1995].
- Семейство Огнецветки (Pyrochroidae Latreille, 1807). В России — 8 в. Источник оценки: Г. С. Медведев [1995].
  - Подсемейство Пилипальпиды (Pilipalpinae Abdullah, 1964). В России — 1 в. Источник оценки: Г. С. Медведев [1995].
  - Подсемейство Агнатины (Agnathinae Lacordaire, 1859). В России — 1 в. Источник оценки: Г. С. Медведев [1995].
- Семейство Трубачи (жуки) (Salpingidae Leach, 1815). В России — 19 в. Источник оценки: Г. С. Медведев [1995].
- Семейство Быстрянки (жуки) (Anthicidae Latreille, 1819). В России — 134 в. Источник оценки: Д.Тельнов [2003].
  - Подсемейство Ложноогнецветки (Ischaliinae Blair, 1920). В России — 2 в. Источник оценки: Опред. ДВ, 1996.
- Семейство Адериды (Aderidae Winkler, 1927). В России — 10 в. Источник оценки: Опред. ДВ, 1996; А. Л. Лобанов [1997].